# الإعلام بمن حل مراكش وأغمات
الإعلام بمن حل بمراكش وأغمات من الأعلام هو كتاب تاريخي، وموسوعة هامة في التراجم، ألفه القاضي العباس بن إبراهيم السملالي، ويعد مرجعًا مهمًا في تاريخ مراكش وأغمات، حيث جمع تراجم العديد من الشخصيات البارزة في مجالات السياسة، العلم، الأدب، والدين.

## منهج الكتاب
اعتمد المؤلف ترتيب تراجم الشخصيات على الحروف الأبجدية، مقدمًا الأسماء الأقدم تاريخيًا عند تعدد الأسماء. جمع السملالي تراجم رجال أغمات ومراكش، مشيرًا إلى نسب بعضهم إلى مراكش لكون أصلهم منها رغم ولادتهم خارجها. كما خصص اهتمامًا بالملوك والخلفاء، موضحًا مناقبهم وأعمالهم.

## أسلوب التأليف
يوضح المؤلف في المقدمة أن أسلوب الكتاب سهل وواضح، ويمكن فهمه من كل طبقات الناس. وقد استخدم طريقتين في التصنيف: طريقة السبك في جمع المنقول وبسطها بإيجاز، وطريقة التناسب في ترتيب النقول وتنظيمها وفق الموضوعات. كما شدد على نقل كلام من سبقوه نصًا للحفاظ على الدقة.

## محتوى المقدمة
تتضمن مقدمة الكتاب أربعة فصول:
- تاريخ مراكش: وصف المدينة، جوامعها، مدارسها، زواياها وأبوابها.
- تاريخ أغمات: مناخها، خيراتها، ووصفها وفق المؤرخين والجغرافيين.
- أسماء المصنفات: توثيق الكتب المصنفة في البلاد والأقطار، بما في ذلك مطبوعات ومخطوطات.
- علم التاريخ والأنساب: ربط التاريخ بالعلوم الشرعية، مع التأكيد على فوائد دراسة أحوال الطوائف والأشخاص.[5]

## التراجم
يشمل الكتاب حوالي 1,650 ترجمة لأشخاص مرتبطين بمراكش وأغمات، تشمل الملوك، الفقهاء، العلماء، الشعراء، والصلحاء. تنوعت التراجم بين السطور القصيرة والمطولات التي تصل لعشرين صفحة، وقد أشار المؤلف إلى مصادره عند الاقتضاء، مثل نفح الطيب وأزهار الرياض.

## تقييم الكتاب
رغم كثرة المنقولات والاستطرادات، يعد الكتاب موسوعة تاريخية قيمة، حيث جمع معلومات لم تتوفر في مصادر سابقة عن شخصيات مراكش وأغمات. وقد أشار المحققون إلى وجود بعض الأخطاء والاستطرادات العقيمة، لكنها لا تقلل من أهميته التاريخية والثقافية.